# Otto Behrendt
Otto Behrendt (1880-ap.1945) est un officier supérieur de la Kriegsmarine de la Seconde Guerre mondiale. Il fut responsable de l' Heimatverwaltung Ausland de février 1941 à janvier 1945.

## Biographie
Otto Behrendt naît le 24 octobre 1880 à Metz, une ville de garnison animée d'Alsace-Lorraine. Avec sa ceinture fortifiée, Metz est alors la première place forte du Reich allemand, constituant une pépinière d'officiers supérieurs et généraux. Si le jeune Otto est attiré par le métier des armes, rien ne le destine à une carrière dans la marine. Pourtant, sur les traces de son aîné Hans Benda, Otto Behrendt s’engage dans la Kaiserliche Marine. 

### Première Guerre mondiale
Peu après, la Première Guerre mondiale éclate. Otto Behrendt sert durant toute la Première Guerre mondiale dans la marine impériale allemande. Après la guerre, Otto Behrendt continue sa carrière dans la Reichsmarine, puis dans la Kriegsmarine. D'octobre 1935 à mars 1940, il sert comme Verwaltungs-Offizier, officier d'état-major, au Küstenbefehlshaber Ostfriesland, basé à Wilhelmshaven. 

### Seconde Guerre mondiale
Toujours officier d'état-major au Küstenbefehlshaber Ostfriesland, Behrendt est placé en réserve en mars 1940. Placé sous les ordres de l'amiral Densch, le capitaine de frégate Otto Behrendt reprend du service en février 1941. Il est nommé responsable d'un département du Marineoberkommando der Nordsee, le Heimatverwaltung Ausland. Il occupe ce poste jusqu'en janvier 1945. Le 1er janvier 1945, Behrendt est promu Kapitän zur See. Suspendu à cette date en attente d'une nouvelle affectation, le capitaine de vaisseau Behrendt est retiré du service actif le 30 avril 1945.